# 福南小学 (深圳)
深圳市福田区福南小学（English: Funan Primary School of Futian District, Shenzhen）为福田区财政投资的一所公立小学，招收特定路段内的小学一年级至六年级适龄学生，它是广东省一级学校。
义务教育招生地段为福田区第25号学区，招生范围：
- 福田路以东
- 福宁街以南
- 华强路以西

## 历史
福南小学于1991年成立，2003年通过评审并成为广东省一级学校。
2014年底至2015年上半年部分教学楼实施政府投资的拆建

## 学术
福南小学自2011年起承担新课堂课改模式试点，

## 体育
竞技健美操为福南小学特色体育项目，该校为国家体育总局授牌“国家青少年健美操培训中心”。其健美操队活动国际、国内比赛如下：

### 国际赛
2014年11月，韩国江原道，2014年亚洲健美操锦标赛12-14岁年龄一组，无成绩。
2014年3月，葡萄牙 Cantanhede，2014年健美操世界杯，1金2银。
2012年7月，美国，第十五届世界青少年健美操锦标赛，2金1铜。

### 全国赛
2006年2月，全国青少年健美操锦标赛，5金1银。